# Saint-Pierre-Port
Saint-Pierre-Port (en guernesiais : St Pierre Port) est la capitale de l'île et bailliage de Guernesey dans les Îles Anglo-Normandes, ainsi que son port principal. C’est à la fois une ville et une paroisse (au sens administratif local), dont le nom apparaît le plus souvent sous la forme anglicisée : St Peter Port. La langue parlée majoritairement est l'anglais.

## Géographie

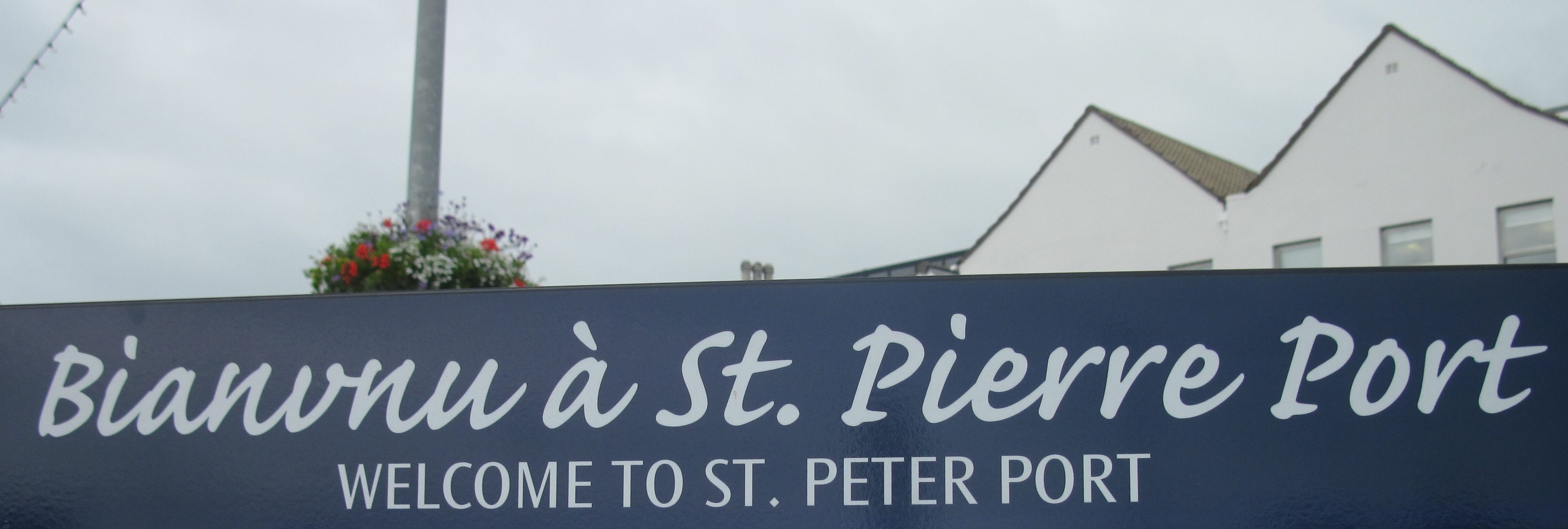
Panneau bilingue guernesiais-anglais de « Bienvenue à Saint-Pierre-Port ».

Saint-Pierre-Port se trouve sur la côte est de Guernesey. Elle est entourée par les paroisses circonvoisines de Saint-Samson au nord, Le Valle au nord-ouest, Saint-André-de-la-Pommeraye à l’ouest et Saint-Martin-de-la-Bellouse au sud. Administrativement paroisse, Saint-Pierre-Port est également une petite ville bâtie sur la pente escarpée de la côte ouest de l’île. Plusieurs de ses rues longent cette côte parallèlement où se dirigent vers le vieux port et l’église Saint-Pierre.
Du Cotentin on peut rejoindre en saison Saint-Pierre-Port à partir de Port Diélette

## Toponymie
Il s'agit d'une formation toponymique médiévale qui signifie « port de Saint-Pierre ».
Contrairement à une croyance locale, la forme Saint-Pierre-Port, plutôt que Port-Saint-Pierre n'est pas liée à une influence anglaise moderne mais reflète l'ordre des mots déterminant + appellatif caractéristique des toponymes anciens de la plupart des pays de Normandie et qui est d'origine germanique et anglo-scandinave. C'est la raison pour laquelle Saint-Pierre-Port a pour homonyme Saint Pierre Port (Normandie, Sancti Petri Portus vers 1240, Saint Pierre port en 1319, Saint Pierreport en 1412, Saint Pierre Port en 1431), altérée à la fin XVe siècle en Saint-Pierre-en-Port.
Ce type de composé toponymique en -port se rencontre encore dans  Vatteport (Eure, Vatteville, Vateport 1616) et Quenneport (Seine-Maritime, Val-de-la-Haye, Quenzico porta 872-875, Cheineport 1203). La forme anglaise Saint Peter Port est une traduction de la forme initiale.

## Lieux et monuments

### Édifices religieux

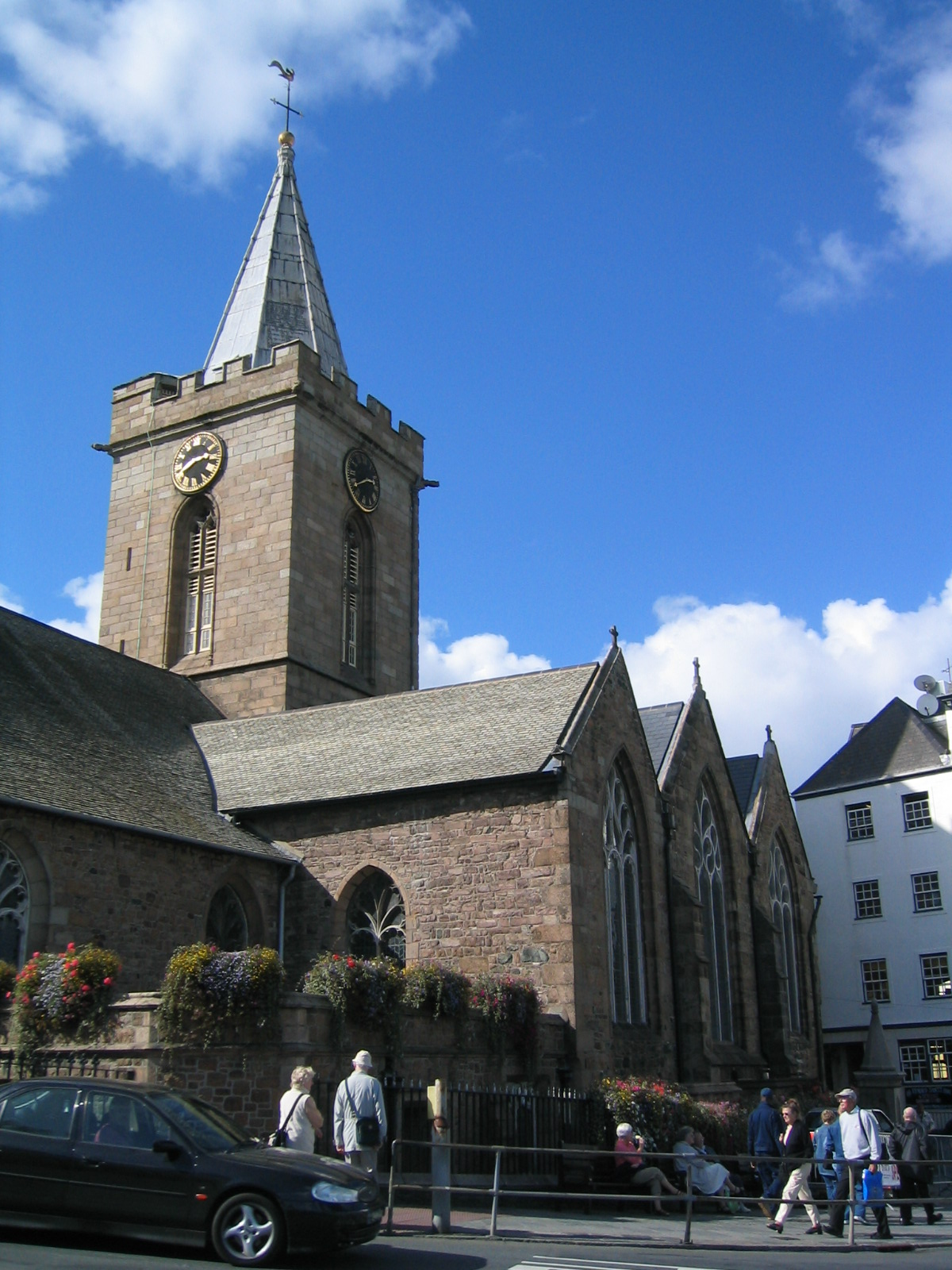
L'église paroissiale Saint-Pierre.

Parmi les monuments de la ville, on peut citer :
- l'église médiévale Saint-Pierre, qui remonte au moins à 1048, a été reconstruite aux XIVe et XVe siècles, et agrandie au XVIIIe siècle. Elle a été entièrement rénovée dans ses parties intérieures en 1822 et 1886. À l'intérieur, belles épitaphes.

En 1048, le duc de Normandie Guillaume donne l'église (Sancti Petri de Portis Maris) à l'abbaye de Marmoutier de Tours. De cet édifice roman, bâti près d'un moulin, il ne subsiste rien ; l'église actuelle a été achevé en 1469 avec la fin des travaux sur le grand transept sud et sera restaurée en 1822 puis en 1886. Relevant de l'évêché de Coutances, elle sera rattachée, en 1886, à celui d'Exeter ;
- l'église de la Trinité ;
- l'église médiévale de Vale ;
- l'église médiévale de Saint-Saviour ;
- l'église Saint-Joseph ;
- l'église Saint-Jacques (St James church), église du XVIIIe siècle, maintenant désaffectée et utilisée comme salle de concerts ;
- l'église Saint-Jean, construite en 1836 ;
- l'église Saint-Étienne, aux Gravées, construite de 1862 à 1865 ;
- l'église Saint-Paul, démolie vers 1970.

### Bâtiments et espaces publics
- Le château Cornet, forteresse historique datant du XIIIe siècle, qui garde l’entrée du port. C’était auparavant une île, aujourd’hui rattachée à la terre ferme par une digue qui a donné plus d’importance au port.
- La Cour royale (Royal court).
- La Cohue, siège du parlement et de la Cour Royale du Bailliage.
- Le collège Élisabeth (Elizabeth College), fondé en 1563 par Élisabeth Ire, reine d'Angleterre. Il a été entièrement reconstruit entre 1826 et 1829.
- La tour Victoria, inaugurée le 2 avril 1848 et construite à l'initiative d'un lieutenant-gouverneur de Guernesey, pour commémorer la visite de la reine Victoria et du prince Albert venus en 1846. Cette tour, sur les hauteurs de la ville, a remplacé un ancien moulin à vent, lui-même construit au XVIe siècle sur un ancien site mégalithique.
- Les jardins de Candie comprennent : le musée de Guernesey, la bibliothèque Priaulx (Priaulx library), La Société Guernesiaise, une statue de Victor Hugo.

### Lieux historiques ou insolites
- Le Vieux Port.

La maison de Victor Hugo, Hauteville House.

- Hauteville House, maison où Victor Hugo vécut en exil de 1856 à 1870. Il acheta cette maison afin de ne pas être expulsé : la loi interdisant d’expulser les personnes ayant des propriétés dans l’île. Construite vers 1800, la maison Hauteville fut aménagée avec goût par l’écrivain et se visite. Il y est revenu pendant l’été 1878. En mars 1927, année de la célébration du centenaire du romantisme, la maison fait l’objet d’une donation en faveur de la ville de Paris par les descendants du poète, Jeanne, Jean, Marguerite et François.
- L'auberge Albion House à côté de l'église paroissiale est le pub le plus rapproché d'une église dans les îles britanniques.
- Les « barrières de la ville », pierres en granit au nombre de six et placées aux limites de la paroisse sur les rues principales en 1700 : on y trouve l'inscription suivante : « [Barrieres] / de la / ville / Nicolas Careye / James Careye / cones / tables / 1700 ».
- La bibliothèque Priaulx, située au cœur des jardins de Candie, renferme un grand nombre d'ouvrages sur l'histoire de Guernesey et ses habitants, dans un décor victorien formé de boiseries et plafond à solives armoriées aux armes des familles guernesiaises. Dans le salon principal (salle de lecture) trône le portrait du fondateur, au-dessus de la cheminée.
- La Grande Rue (High Street) dans laquelle se dressent encore cinq maisons en encorbellement ainsi que des maisons étroites avec pignons sur rues, qui témoignent de l'aspect la petite cité portuaire aux XVe et XVIe siècles[4]. L'une d'elle, située à l'angle avec la rue Berthelot[note 1], arbore un mur gouttereau en pierre avec un larmier en escalier épousant la pente de la rue et un blason sculpté à son extrémité, et sur le pignon de façade en bois une inscription sur la sablière portant la date de son édification le 16 octobre 1578[5].
- La rue Pollet (The Pollet) dans le vieux quartier rappelant la présence d'un port de marins scandinaves il y a onze siècles[1],[note 2]

Il est important de signaler que tous les commerces ferment en même temps que les banques, soit à 17 h 30. Seuls une dizaine de restaurants restent ouverts jusqu'à 22 heures. Il n'y a guère d'habitants réels dans la ville, ainsi que le prouve l'absence de lumières aux étages supérieurs la nuit. En effet, la plupart des étages des bâtiments sont occupés par des bureaux.

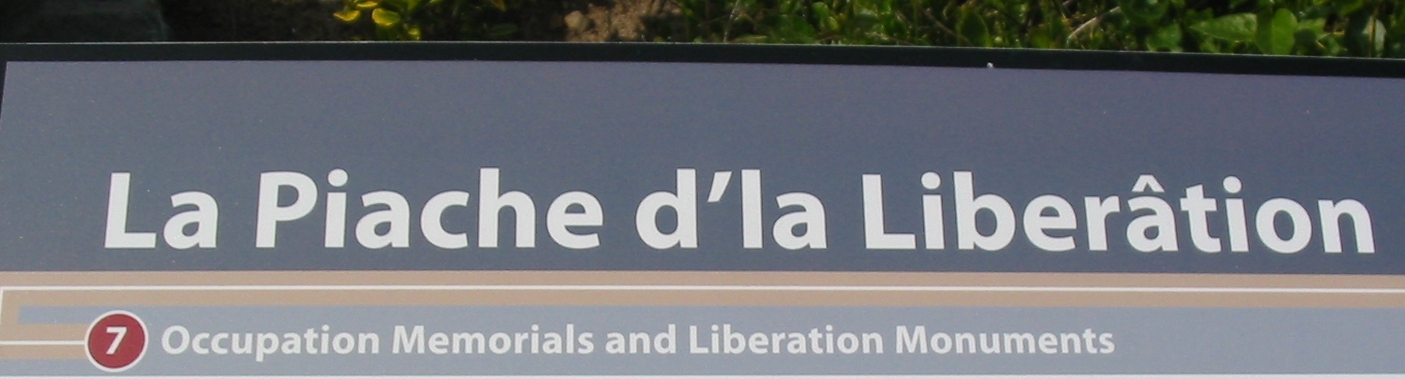
La place de la Libération (panneau en guernesiais).
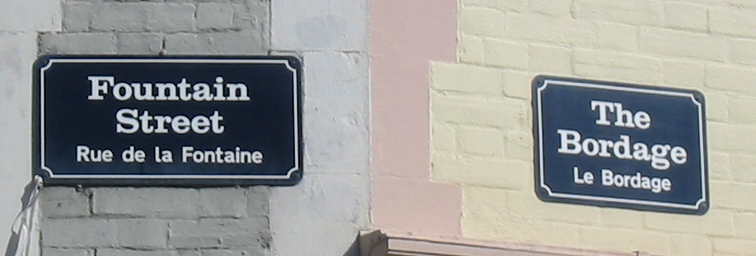
Signalisation routière bilingue.
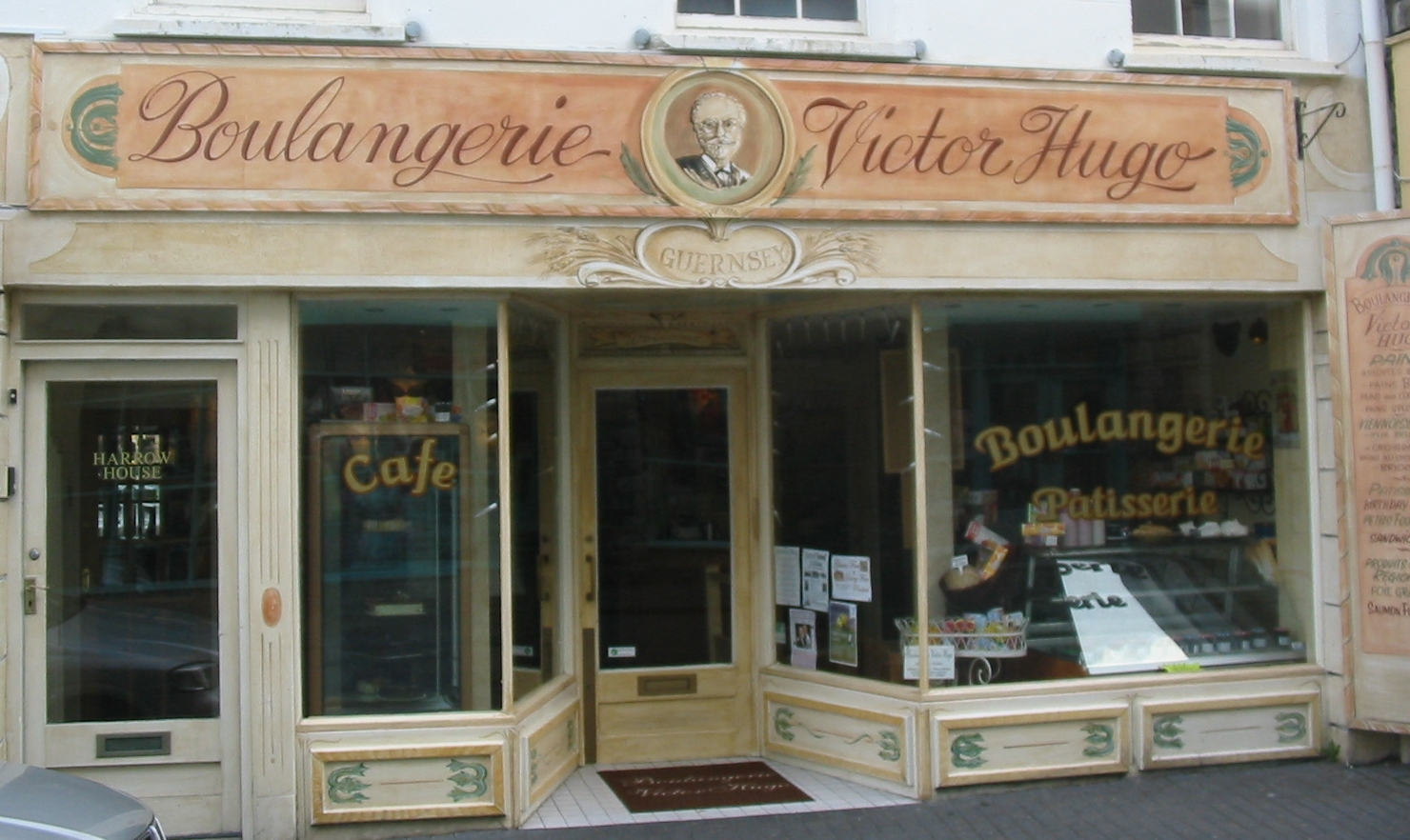
La boulangerie Victor Hugo à Saint-Pierre-Port.
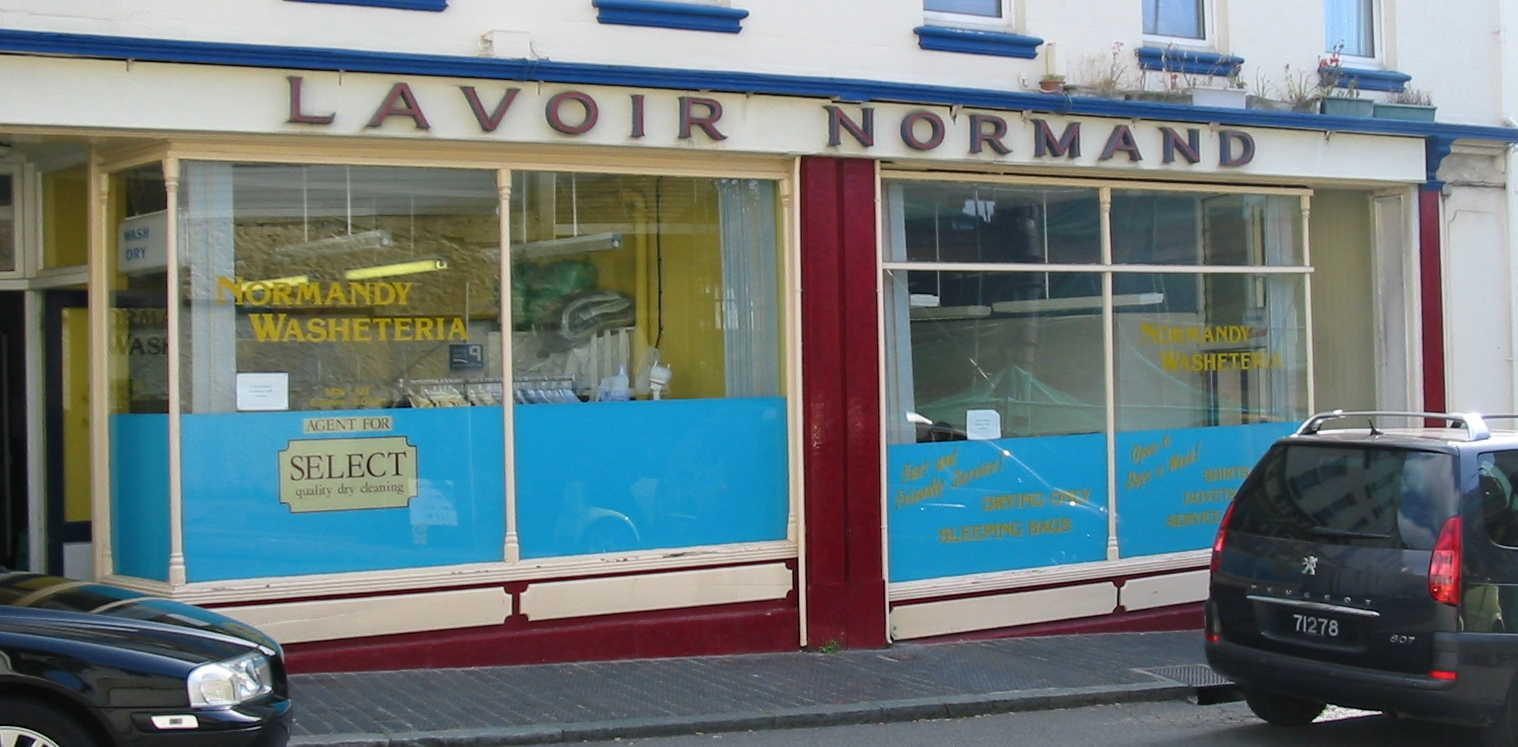
Blanchisserie-pressing Lavoir normand à Saint-Pierre-Port.
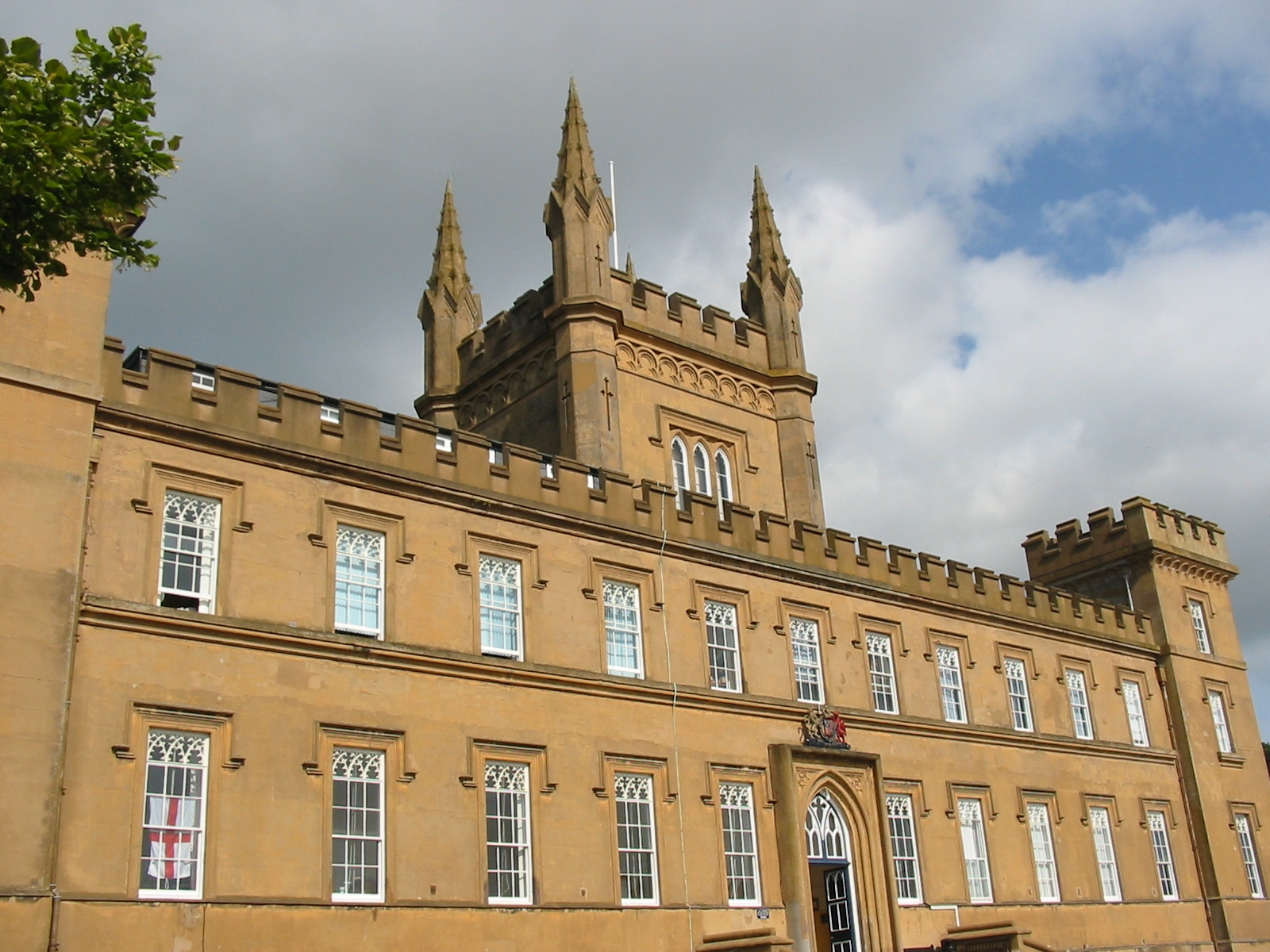
Le collège Elizabeth qui domine la ville de Saint-Pierre-Port.
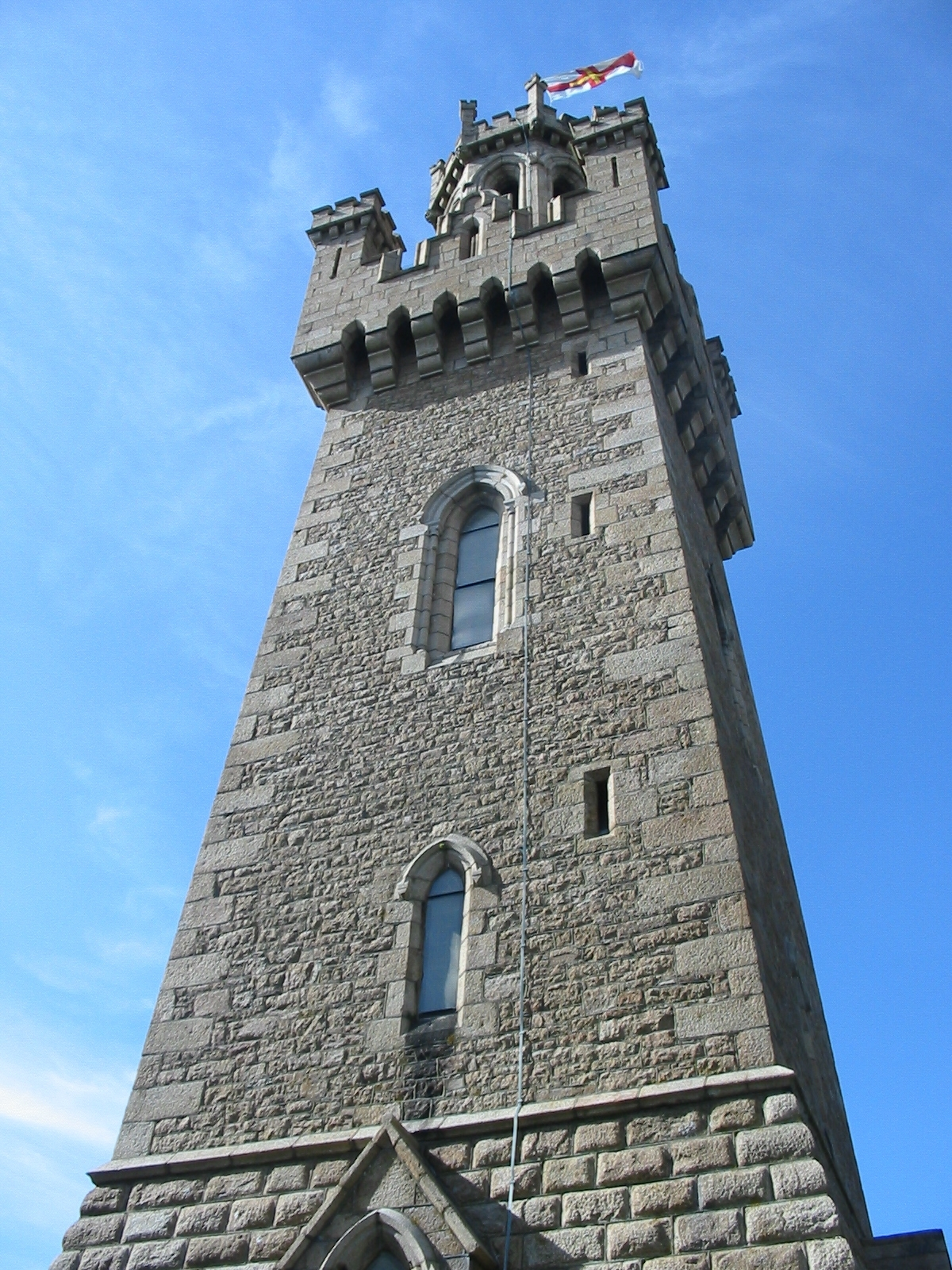
La Tour Victoria commémore la visite de reine Victoria et du prince Albert venus en 1846.

## Célébrités

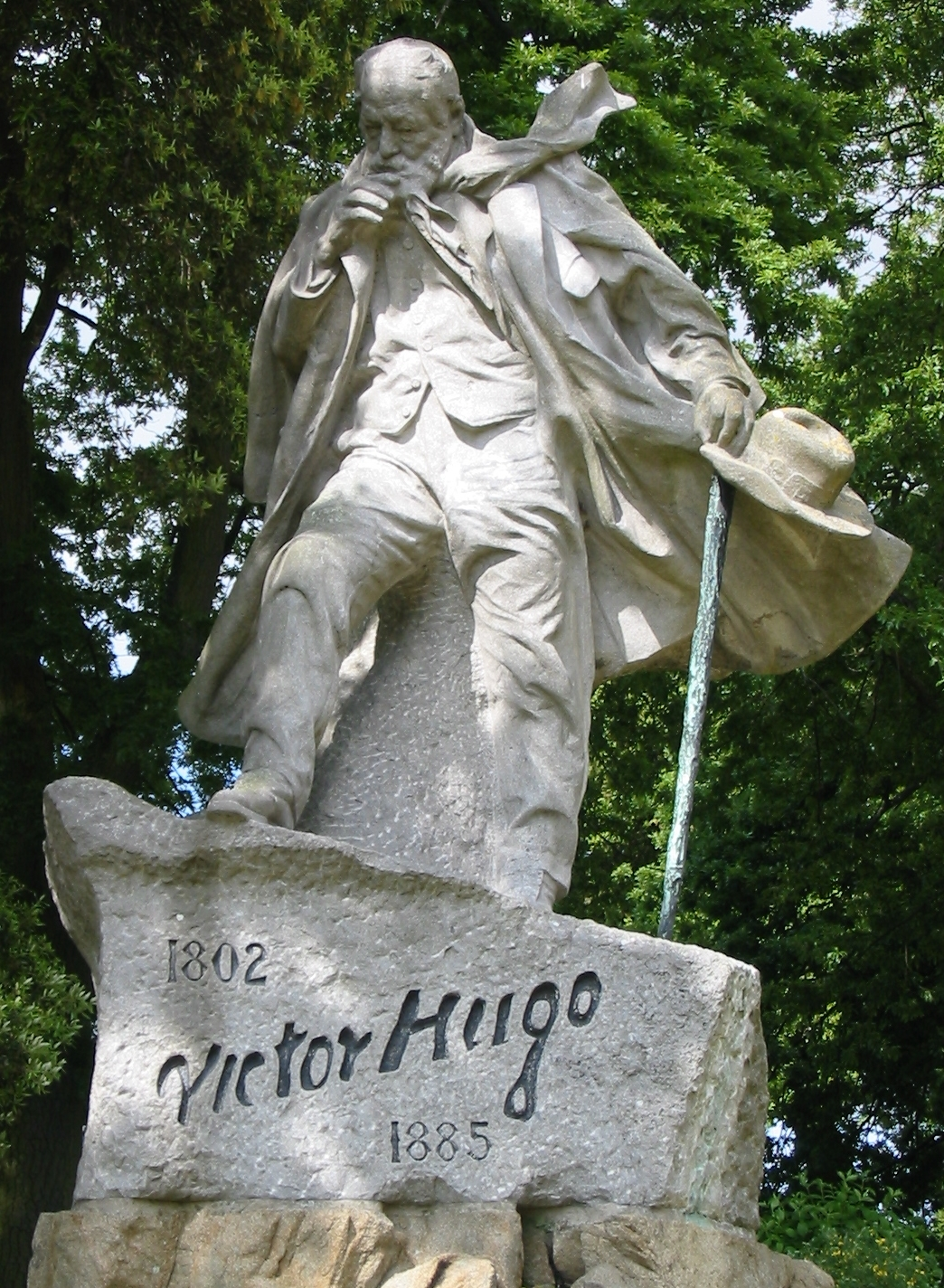
Statue de Victor Hugo à Guernesey.

- Isaac Brock, major-général, héros de la victoire dans la bataille de Détroit.
- Matthew Le Tissier, footballeur.
- Georges Métivier, poète.

### Statues
- Statue de la reine Victoria.
- Statue du prince Albert, sur le quai du vieux port (Albert pier).
- Statue de Victor Hugo par Jean Boucher, inaugurée dans les jardins de Candie le 7 juillet 1914.

## Principales rues et voies
Les rues citées ici (du nord vers le sud) servent de routes vicinales entre la ville et les bourgs des autres paroisses :
- les Banques (qui longe la côte vers Saint-Samson et le nord de l'île) ;
- la Rue des Varendes (vers Sainte-Marie-du-Câtel) ;
- la Mount Row (vers Saint-André et l'est de l'île) ;
- la Ruette Brayes (vers Saint-Martin et le sud de l'île) ;
- la Fort Road (vers Saint-Martin) ;